# Fernand Quiquandon
Fernand Jean Henri Quiquandon (Paris, 6 novembre 1857 - Paris, 27 novembre 1938) est un explorateur et général français.

## Biographie
Issu de la même promotion à Saint-Cyr que François-Henry Laperrine (1878-1880), il accompagne dès 1883 le docteur Jean-Marie Bayol dans une expédition chez les Bambara alors pratiquement inexploré qui les conduit de Bamako à Mourdia dans le grand Bélédougou.
Il entre ensuite dans la brigade topographique du haut Sénégal et explore avec Louis Frédéric Tautain la même région. Les deux hommes passent à Koumi et Banamba, atteignent Sagala et Sokolo et rejoignent le Niger, par Goumbou et Kalumba à Nyamina avant de revenir à Bamako après plus de 1 200 km parcourus en deux mois et demi par un itinéraire nouveau et de nombreux relevés orographiques et hydrographiques établis. Des traités sont aussi signés avec les différents chefs rencontrés.
En avril 1890, Quiquandon est chargé par Louis Archinard de faire alliance avec le roi du Kénédougou, Tiéba Traoré, grand ennemi de Samory Touré. Il part alors de Ségou (mai 1890) avec François Crozat, passe le Bani, traverse le Bendougou et rencontre enfin Tiéba à Fonfana le 3 juin. Il séjourne auprès de lui plusieurs mois et en devient conseiller politique alors que Crozat est envoyé en reconnaissance dans le Mossi.
De retour à Sikasso en février 1891, il y rencontre Parfait-Louis Monteil à qui il remet de nombreux renseignements géographiques et politiques.
A la tête de la 45e division d'infanterie, il participe à la Première Guerre mondiale de 1914 à 1916.
Général de division, Croix de Guerre, il est fait Chevalier (9 mai 1889), Officier (11 juillet 1900), Commandeur (31 décembre 1913) puis Grand-Officier de la Légion d'honneur le 28 octobre 1915.